# Ezequiel Tronconi
Ezequiel Tronconi (Buenos Aires, 5 de diciembre de 1979) es un actor, dramaturgo y director argentino.

## Carrera
Estudió actuación con Javier Daulte, Alejandro Maci, Ricardo Holcer, Luciano Suardi, Marcelo Savignone y Damián Canduci, entre otros. Estudió dramaturgia con Marcelo Bertuccio. Estudió dirección con Adrián Canale, Santiago Gobernori y Matías Feldman.

### Teatro
En teatro actuó en Pelota Paleta y Segundo Set (ambas escritas y dirigidas por él), Diaria, Como las ratas, Los Reyes, Cané (estudiantina) y Agua (1/407), dirigidas por Luciano Cáceres, Madre o Selva dirigida por Ezequiel de Almeida, quete toque teque de Pablo Tagliani y La piedad y los animales de Fernando Ferrer. Escribió y dirigió Sauna, que fue nominada a los Premios Estrella de Mar 2010 como mejor obra de teatro off. Actuó en Destino Motel, Qué bueno que estés acá y TILT y los vidrios al suelo (escritas y dirigidas por él). Dirigió Esa no fue la intención de Joaquín Bonet y Gotas de agua de Alberto Rojas Apel. Actuó en La palabra mecánica, dirigida por Alejandro Casavalle. Escribió y dirigió Las viajantes. Actualmente actúa en La fiesta del viejo de Fernando Ferrer, Clara de Sofía Wilhelmi, Historias de locura ordinaria escrita por Petr Zelenka y dirigida por Julieta Cayetina.

### Cine
En cine codirigió y protagonizó el film El encanto de Juan Sasiaín. Protagonizó Astrogauchosde Matías Szulanski, Ojalá vivas tiempos interesantes de Santiago Van Dam, Veredas de Fernando Cricenti, Congreso de Luis Fontal, La Tigra, Chaco de Federico Godfrid y Juan Sasiaín (Premio FIPRESCI Mejor película argentina en el 23er Festival Internacional de Cine de Mar del Plata, Mención especial del jurado en el 44.º Karlovy Vary Film Festival), De noche van a tu cuarto de Sebastián de Caro y Pollo gira de Facundo Flores. También formó parte del elenco protagónico de El año de la furia de Rafa Russo,  Soldado argentino, sólo conocido por Dios de Rodrigo Fernández Engler, Yo sé lo que envenena de Federico Sosa, Vísperas de Daniela Goggi, La leyenda de Sebastián Pivotto, Historias Fantásticas de Gabriel Grieco, Costo argentino de Hugo Soria, El Canario de Gerardo Nuñez; y participó en Errata de Iván Vescovo, Fraternalmente de Javier Gorleri y Alas, pobre Jiménez de Ariel Martínez Herrera.
Fue coguionista de El encanto junto a Juan Sasiaín Congreso junto a Luis Fontal y Veredas junto a Fernando Cricenti y Robertita.

### Televisión
En televisión dirigió y actuó en la serie Un paseo ultradeformer, estrenada en 2023 y formó parte del elenco protagónico de Conflictos modernos por canal 9, Germán, últimas viñetas encabezado por Miguel Ángel Solá por TV pública. También participó en Sos mi hombre, El pacto, Ciega a citas, Collar de Esmeraldas, Los pensionados, Algo habrán hecho 2”, Soy gitano, entre otros.
Protagonizó la serie #SoySolo que se emite por UN3TV.
Formó parte del elenco de "Un año sin nosotros" y "Simple" por UN3TV (ambas nominadas al Martín Fierro de cable)
Formó parte del elenco protagónico de "Embarcados", miniserie para internet filmada en un Crucero por Uruguay y Brasil.
Protagonizó un capítulo del unitario "Combinaciones" (Ganador del premio Martín Fierro a la mejor ficción web.) y de "Bambalinas deportivas"
Actuó, también, en videoclips de Gustavo Cerati ("Crimen"), Attaque 77 ("Chance"), Villanos ("Llame ya") y en más de 50 publicidades gráficas y televisivas nacionales e internacionales.
En septiembre de 2010 la revista Haciendo Cine lo destacó como una de las "25 nuevas caras del cine argentino" (entre productores, directores, actores y técnicos.)
Fue invitado a festivales internacionales y nacionales, entre los que destacan: Festival internacional de series de Cannes, Festival Iberoamericano de teatro de Cádiz, Varsovia Film festival, Festival internacional de cine de Guadalajara, Festival de Málaga de Cine Español, Chicago Latino Film Festival, New York Internacional Latino Film festival, Karlovy Vary Internacional Film Festival, Encuentro Iberoamericano de teatro Ovalle, Chile, Pantalla Pinamar, Festival Internacional de cine de Mar del Plata, etc.

## Nominaciones a premios
- Nominación mejor actor protagónico Premios Sur 2021 por su actuación protagónica en "El encanto".
- Nominación mejor dirección Premios Sur 2021 por "El encanto".
- Nominación mejor guion original Premios Sur 2021 por "El encanto".
- Nominación Revelación masculina. "Premios Florencio Sánchez 2011" por su actuación en "Qué bueno que estés acá".
- Nominación Revelación masculina. "Premios Cóndor de Plata 2010" por su actuación protagónica en "La Tigra, Chaco". .
- Mención revelación actoral 9° Festival de cine y video "Imágenes de la Patagonia" por su actuación protagónica en "La Tigra, Chaco".
- Nominación mejor actor revelación Premios Sur 2009 por su actuación protagónica en "La Tigra, Chaco".

## Filmografía
- Atando cabos (2022) ... Felipe Martínez
- Límite (2021) ...Andrés
- El canario (2021)...Rulo
- El año de la furia (2021).... Fernando
- El encanto (2020).... Bruno
- El maestro (2020).... Juani
- Astrogauchos (2019).... Emilio
- El gran combo (2017).... Marquitos
- Soldado argentino, solo conocido por Dios (2017).... Gallego
- Ojalá vivas tiempos interesantes (2017).... Marcos
- Veredas (2017).... Federico
- Ahora es nunca (cortometraje) (2014) ...Jefe
- Errata (2014) ...Pablo
- Alas (pobre Jiménez) (2010) ...Linyera
- La Tigra, Chaco (2009) ...Esteban
- La leyenda (2008) ...Nahuel Borlenghi
- El duelo (cortometraje) (2008) ...Ezequiel
- $5 (cortometraje) (2006)...Héctor
- Kidon (cortometraje) (2006)...Gerardo
- Vísperas (2006)...Andrés
- De noche van a tu cuarto (2005)...Máximiliano Herneston
- Un plan perfecto (cortometraje= (2005)...Ignacio
- Pollo gira (cortometraje) (2005)...Rollo
- Thea Sinensis (cortometraje) (2005)...Leandro
- Gambeteando la vida (cortometraje) (2004)...Leandro
- Costo argentino (2004) episodio "Invocación"
- Allí donde no estoy (mediometraje) (2002)...Tomás
- Hogar (cortometraje) (2001)...Padre
- Un dibujo (cortometraje) (2001)...Dibujante
- 11:27 (mediometraje) (2001)...Yugo